# Наказные и войсковые атаманы Семиреченского казачьего войска
Наказные и войсковые атаманы Семиреченского казачьего войска

## Наказные (назначаемые) атаманы
1. генерал-лейтенант Колпаковский, Герасим Алексеевич — 14.07.1867—1882
2. генерал-майор Фриде, Алексей Яковлевич — 29.05.1882—1887
3. генерал-лейтенант Иванов, Григорий Иванович — 15.06.1887—1899
4. генерал-лейтенант Ионов, Михаил Ефремович –
5. генерал-лейтенант Иванов, Николай Александрович — 23.01.1901[1]—22.05.1904[2]
6. генерал от кавалерии Тевяшёв, Николай Николаевич — 22.06.1904[3]—24.11.1905[4]
7. генерал-лейтенант Субботич, Деан Иванович — 28.11.1905[5]—xx.xx.1906
8. генерал от инфантерии Гродеков, Николай Иванович — 15.12.1906[6]
9. генерал-лейтенант Покотило, Василий Иванович — 28.07.1907[7]—7.10.1908[8]
10. генерал-лейтенант Фольбаум (Соколов-Соколинский), Михаил Александрович — 22.11.1908[9]–24.10.1914[10]; 29.09.1915[11]–22.10.1916
11. временно и.д. генерал-майор Бакуревич Владимир Иванович – 26.03.1911[12]–27.08.1911[13]
12. временно и.д. генерал от инфантерии Фёдор Владимирович Мартсон — 4.10.1914[14]–
13. генерал-майор Алексеев, Алексей Иванович — 23.10.1916—1917
14. генерал-лейтенант Мадритов, Александр Семёнович — 25.01.1917[15]
15. войсковой старшина Щербаков, Николай Сергеевич — 1917
16. генерал-лейтенант Кияшко Андрей Иванович — 1917

## Войсковые (избираемые) атаманы
1. генерал-майор Щербаков, Николай Петрович — 19.11.1919—15.09.1922
2. генерал-майор Ионов, Александр Михайлович — 26.02.1918—?